# Friedrich Karl Devens
Friedrich Karl Devens (né le 19 avril 1852 à Recklinghausen et mort le 1er juin 1902 à Bonn) est un avocat et essayiste prussien.

## Biographie
Friedrich Karl Devens est le fils du juge d'arrondissement Friedrich Karl Devens et Wilhelmine née Heyl. Son grand-père est le commissaire de justice Friedrich Carl Devens (de). Après des études secondaires à Dorsten, Meppen et Wiesbaden, il étudie le droit à l'Université rhénane Frédéric-Guillaume de Bonn, à l'Université Frédéric-Guillaume de Berlin et à l'Université de Göttingen. En 1873, il devient membre du Corps Borussia Bonn. Après ses études et son stage d'avocat, il devient magistrat, mais abandonne le service pour se consacrer à la généalogie et à des monographies sur les races équines. Son dernier ouvrage est l'album d'une confrérie étudiante, le corps Borussia Bonn : cet ouvrage inachevé, dédié à son frère de corps, l'empereur Guillaume II, sera imprimé à titre posthume. Devens est capitaine de la Landwehr, mécène de l'église Saint-Cyriaque de Bottrop (de) et protecteur de l'association de la guerre et de la Landwehr de Bottrop-Lehmkuhle. Il était marié avec Paula Lupp depuis 1888. À l'occasion du mariage, ses associés du Corps Borussia lui dédient un important plateau en argent réalisé par le joaillier de la cour de Berlin J. Wagner & Sohn, qui porte la boussole du corps au milieu et la dédicace gravée au dos : « Wilhelm Graf v . Hohenthal et Bergen, Gunther c. Freier, Günther Graf Finck c. Finckenstein, Arthur c. Knebel-Doeberitz, Hans c. Kemnitz, Alexandre c. livre, Carl Graf c. Brühl, Friedrich Graf c. Pourtales i./l. FC Devens. Januar 1888. »

## Travaux

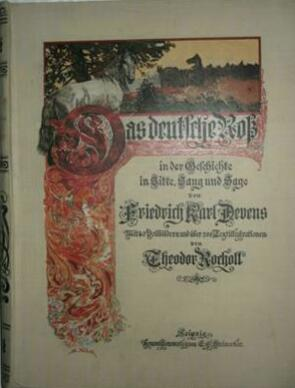
Das deutsche Roß, 1898

- Beiträge zur Geschichte der Familie Devens: Personenstands-Urkunden zur Geschichte der Familie Devens., 1884/1886
- Stammtafel der Familie Devens, 1890
- Beiträge zur Geschichte der Familie Devens: Name, Heimat, Haus- und Hofmarke und Wappen der Familie Devens, zugleich kurzer Überblick über die Geschichte der Familie, 1895
- Das deutsche Ross in der Geschichte, in Sitte, Sang und Sage, 1898, illustriert von Theodor Rocholl
- Biographisches Corpsalbum der Borussia zu Bonn 1827–1902. Düsseldorf, 1902